# Sikandar Siddique
Sikandar Malik Siddique (født 4. oktober 1986 i København) er en dansk politiker med pakistanske rødder. Han var fra folketingsvalget 2019 til 9. marts 2020 folketingsmedlem for Alternativet, valgt i Københavns Omegns Storkreds. Den 9. marts 2020 forlod han Alternativet til fordel for at blive løsgænger i Folketinget. Den 7. september offentliggjorde han sammen med andre tidligere politikere fra Alternativet stiftelsen af det nye parti Frie Grønne med ham selv som partileder. Ved Folketingsvalget i 2022 kom Frie Grønne ikke over spærregrænsen hvilket betød at Siddique mistede sit mandat i tinget.
I 2005-09 var Siddique medlem af Københavns Borgerrepræsentation for Socialdemokratiet.

## Baggrund
Sikandar Siddique er født og opvokset på Nørrebro i København som søn af forældre, der oprindelig kom til Danmark fra Pakistan i 1970'erne. Han gik i folkeskole på Blågård Skole. I 2013 tog han en kandidatuddannelse i kommunikation og globale studier (cand.comm.) fra RUC. Indtil han blev valgt til Folketinget i 2019, arbejdede han som konsulent.
Siddique har i en række forskellige sammenhænge beskæftiget sig med integrationsspørgsmål. I 2014 var han med til at stifte foreningen Gadefortællinger, som han blev talsmand for. Foreningens formål var at styrke social mobilitet og inklusion for unge i socialt udsatte områder.

## Politisk karriere

### Valgkampen til Borgerrepræsentationen i 2005
Sikandar Siddique blev som 19-årig valgt til Københavns Borgerrepræsentation for Socialdemokratiet ved kommunalvalget 2005. Ved valget opnåede Siddique 437 personlige stemmer. Det betød, at han blev valgt på det trettende ud af Socialdemokratiets 21 mandater, selvom han var opstillet som partiets kandidat nr. 34 på stemmesedlen.
Under valgkampen havde hans navn været flittigt i medierne, da Venstres overborgmesterkandidat Søren Pind i et åbent brev i Berlingske på baggrund af oplysninger fra anonyme kilder beskyldte Siddique for at have tilknytning til organisationen Hizb-ut-Tahrir. Siddique udsendte en pressemeddelelse, hvor han anførte, at han aldrig havde været medlem af Hizb-ut-Tahrir, hvis antidemokratiske program han tog afstand fra. Han mente, at misforståelsen var opstået, fordi han fire år tidligere, i oktober 2001, havde deltaget i et åbent møde i Nørrebrohallen, som Hizb-ut-Tahrir havde arrangeret, for at høre, hvad organisationen stod for. Hizb ut-Tahrirs daværende talsmand Fadi Abdullatif sagde til Berlingske, at han ikke kendte Sikandar Siddique.
I valgkampen blev det også kendt, at Siddique tidligere som 16-17-årig havde skrevet et debatindlæg, der stillede spørgsmålstegn ved, om al-Qaeda havde stået bag terrorangrebet den 11. september 2001. Siddique udsendte derpå en pressemeddelelse, hvor han skrev, at han nu fandt det bevist, at al-Qaeda stod bag terrorangrebene.
Under valgkampen hævdede Sikandar Siddiques far, at hans søn kun ville være medlem af Borgerrepræsentationen for at få den kontroversielle politiker Wallait Khan, som også har pakistanske rødder, ud af dansk politik. De to kom da også snart på kollisionskurs. Kort efter valget truede Sikandar Siddique igennem sin far, der fungerede som talsmand for sønnen, med at han ikke ville støtte Ritt Bjerregaards konstitueringsaftale mellem Socialdemokratiet, Det Radikale Venstre, SF og Enhedslisten, hvis partierne fortsat støttede Wallait Khans mandat. Ifølge Berlingske indkaldte den socialdemokratiske gruppe i Borgerrepræsentationen efterfølgende Sikandar Siddique til møde, hvor han blev sat på plads og bedt om ikke at lade sin far udtale sig for ham igen.
Lektor ved Københavns Universitet Tallat Shakoor, som også har pakistanske rødder, forklarede til Kristeligt Dagblad, at Siddique-familiens reaktion var "et udtryk for, at indvandrerpolitikernes interne stridigheder rykker ind på den danske demokratiske arena". Sikandar Siddiques far og Wallait Khan var nemlig rivaler i pakistansk politik, og Sikandar Siddique havde formentlig "overtaget modstanden imod Wallait Khan fra sin far i en forholdsvis ufiltreret form".

### Valg til Folketinget i 2019
I 2018 blev Sikandar Siddique opstillet som folketingskandidat for Alternativet i alle opstillingskredsene i Københavns Omegns Storkreds. Han blev valgt ved folketingsvalget i juni året efter med 2.154 stemmer, hvilket var det næsthøjeste personlige stemmetal blandt partiets folketingsmedlemmer. Efter valget fik han en række ordførerposter i den beskedne folketingsgruppe på fem medlemmer. Således blev han bolig-, rets-, udlændinge-, integrations-, ligestillings- og kirkeordfører.
Som muslim, der deltager i den offentlige debat, har Siddique fortalt, at han ikke kan optræde i medierne eller deltage i en debat uden at blive udsat for hadefulde mails og kommentarer på de sociale medier. "Jeg får at vide, at jeg skal skride hjem. Jeg bliver kaldt rotte og kræftsvulst, fordi jeg er muslim", fortalte han til dagbladet Politiken i 2019 i forbindelse med valgkampen. Politiken havde dog også interviewet flere andre politikere, som ikke havde indvandrerbaggrund, men som også havde oplevet hadefulde udtalelser. Ifølge en undersøgelse blev 6 ud af 10 politikere svinet til på de sociale medier i forbindelse med valgkampen.
Efter kritik af den nyvalgte politiske leder for Alternativet Josephine Fock meddelte Uffe Elbæk, Rasmus Nordqvist, Susanne Zimmer og Sikandar Siddique den 9. marts 2020, at de forlod partiet til fordel for at blive løsgængere i Folketinget. Et halvt år senere offentliggjorde Elbæk, Zimmer og Siddique stiftelsen af det nye parti Frie Grønne med Siddique som leder.